# The Veronicas
The Veronicas est un groupe de pop rock australien, originaire d'Albany Creek, Brisbane, dans le Queensland. Il est composé des sœurs jumelles Lisa et Jessica Origliasso, nées à Noël 1984. En 2007, elles lancent leur propre ligne de vêtements. En 2016, elles animent les ARIA Music Awards.

## Biographie

### Enfance
D'origine sicilienne, les jumelles Lisa Marie Origliasso et Jessica Louise Origliasso sont nées le 25 décembre 1984 à Brisbane, en Australie. Elles ont grandi à Albany Creek, au nord de Brisbane, et ont étudié à la Ferny Grove State High School, ainsi qu'à la Wavell State High School.
Un goût prononcé pour la scène les amène à participer à des émissions télévisées locales. Elles ont ainsi obtenu le rôle des jumelles Sapphire (Lisa) et Emerald (Jessica) dans la série australienne Cybergirl en 2001. Elles font également une apparition en tant qu'invitées dans un épisode de La Vie de palace de Zack et Cody.
Durant une interview chez les jumelles à Brisbane, on peut voir quelques vidéos filmées par Colleen et Joseph, leurs parents. On y voit Lisa, Jessica et Julian (leur frère), dansant lors d'une fête de l'école. Dans cette interview, on apprend aussi que les jumelles participaient à tous les spectacles de leur école.
Pour ses 18 ans, Jessica reçoit sa première guitare. Les jumelles commencent alors à écrire des chansons et à composer des musiques. Leur chanson Baby It's Over remporte un succès mitigé à Brisbane.

### The Secret Life of...(2005-2006)
Né d'une collaboration avec Cliff Magness et Chantal Kreviazuk (qui ont notamment écrit des chansons pour Avril Lavigne), l'album The Secret Life Of... The Veronicas sort le 17 octobre 2005 en Australie et remporte un franc succès : il arrive à la deuxième place des charts et se vend à 280 000 exemplaires dans le pays.
Elles sont également nommées dans trois catégories aux ARIA Awards : Best Pop Release (meilleure sortie pop), Highest Selling Album (album le plus vendu), Best Breakthrough Album (meilleur premier album). Elles gagneront seulement le Best Pop Release. L'album sortira aux États-Unis le 14 février 2006.
Le 6 décembre 2006, elles sortent le CD/DVD Exposed... The Secret Life of the Veronicas en Australie, comprenant des clips, des lives et des extraits backstage inédits.
D'après une idée provenant du forum officiel des jumelles en 2009, le Veronicas Day est une manière pour les fans de rendre hommage à leurs idoles en écoutant leurs albums ou en s'habillant comme les Veronicas. Pour célébrer l'album The Secret Life of the Veronicas sorti le 14 février 2006, le Veronicas Day se déroule le 14 de chaque mois.

### Hook Me Up(2007-2009)
L'album Hook Me Up sort le 3 novembre 2007 en Australie. Le CD possède plusieurs versions : une version australienne, une version américaine avec un bonus (Goodbye to You), et une version Européenne avec deux bonus (4Ever + Goodbye to You). Une réédition de l'album est publiée à la fin de 2008.
En décembre 2008, les filles annoncent une tournée en Europe et en Asie et également la sortie de deux CD dans les bacs français. La station de radio NRJ diffuse Untouched. Question promotion, les jumelles étaient durant 3 jours à Paris, du 17 au 20 mars : shopping et visite à NRJ, qui s'est terminée en séance de dédicace pour la vingtaine de fans qui attendaient dehors.
En 2008 toujours, Jessica, et ses amis Vali et Catinabox, forment pour s'amuser le groupe Cakehole. Ils diffusent la chanson Stab You sur MySpace. Jessica prête aussi sa voix sur la chanson It's Easy To Be Worst de Nina May, l'ancien groupe de son amie Erinn Swan.
Depuis 2011, Lisa et Tyler Bryant forment Dead Cool Dropouts. Ensemble, ils écrivent et enregistrent divers chansons dont Green Eyes Make Me Blue, Criminal Heart, ou encore Juju Yaya, la plus récente. Elles sont disponibles en écoute sur le Tumblr officiel du groupe.

### Life on Mars(2010-2013)
En novembre 2009, Lisa annonce dans une interview que le prochain album des Veronicas sera plus rock et plus mature que les deux albums précédents. Elles travaillent depuis janvier 2010 avec Suzi Quatro, Erinn Swan et Matt Newton. Pour cet album, elles s'inspirent des groupes The Subways, The Dead Weather, Mazzy Star, Ladytron et Peaches. Le 25 décembre 2009, elles postent une chanson sur YouTube, il s'agit de Could've Been. Seules les chansons Could've Been et Victim qui figureront dans le prochain album sont dévoilées.
Entre-temps, les jumelles font une apparition dans le clip Love the Fall de leur ami Michael Paynter, puis enregistrent deux nouvelles chansons pour le film Allemand Hanni & Nanni : The Wild Side et It's Us Against the World. Depuis le 21 mai 2011, des vidéos sont postées sur leur chaîne YouTube afin de promouvoir leur prochain album prévu en 2012. Le 2 juin 2012, elles mettent en ligne sur leur page Facebook, une vidéo pour leur prochain album intitulé Life on Mars dont la date de sortie est prévue à la rentrée 2012. Le premier single de cet opus, Lolita, est sorti le 27 juillet 2012. Cependant, Warner Music décale la date de sortie de l'album en 2013.

### The Veronicas (2014–2016)

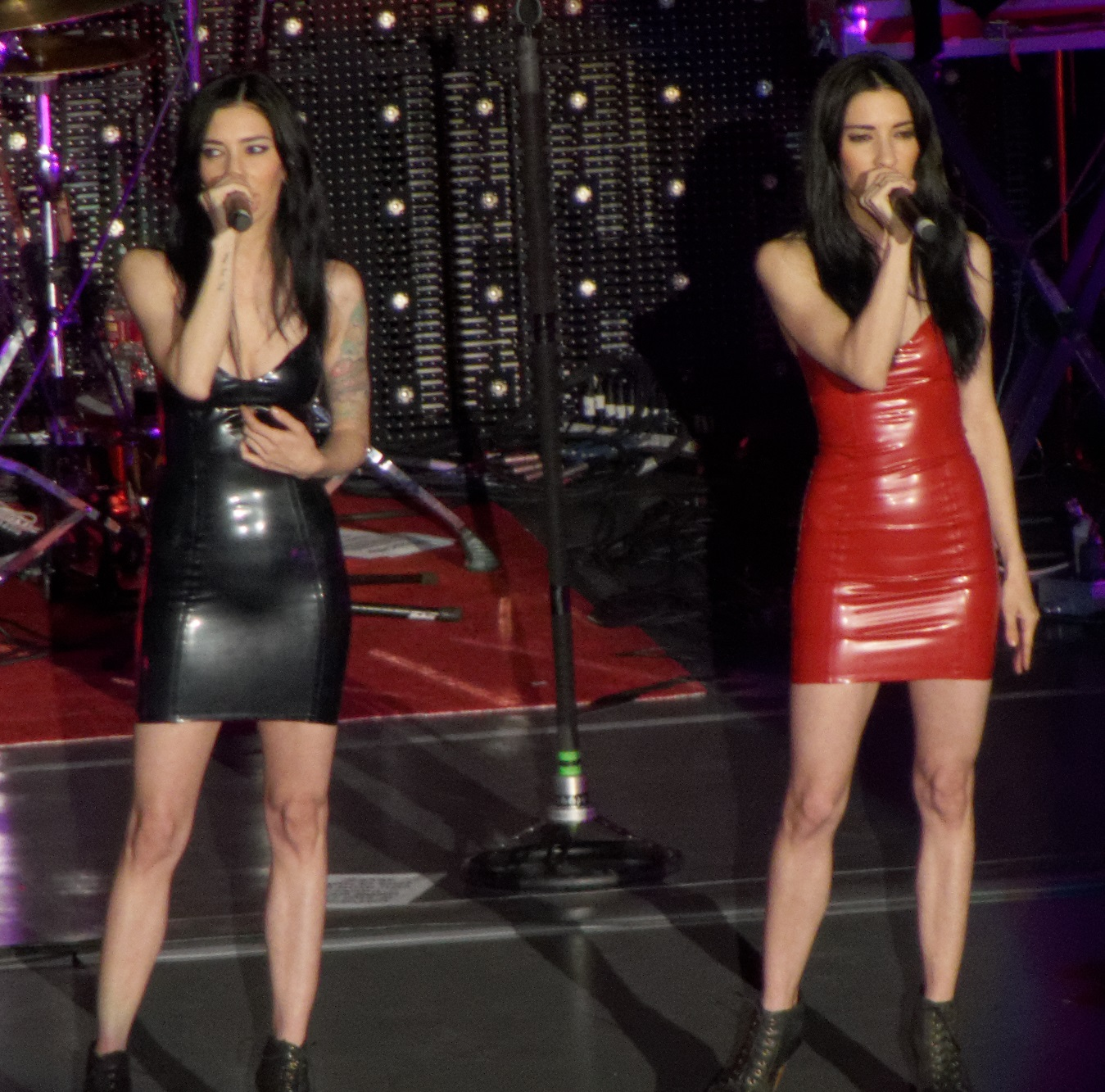
The Veronicas au Forum d'Inglewood, en Californie, en 2014.

En 2009, Alors qu'elles étaient encore sous le label Warner Bros. Records, leur nouvel album devait être publié, sous le titre Life on Mars mais après une longue bataille acharnée avec leur label (Les filles voulaient créer librement, prendre leur temps pour sortir le nouvel album mais celui-ci refusa) elles ressortiront de ce combat avec gain de cause et se redirigeront vers le label Sony Music en 2012.
Après sept ans d'attente, après avoir pris le temps de souffler, de vivre chacune de leur côté afin de faire naître des inspirations différentes pour la création de leur nouvel album. Le 21 novembre 2014, les filles sortiront leur troisième album éponyme The Veronicas. Dans cet album on trouve le vécu et l'évolution des mentalités des sœurs et également des sonorités pop rock, trip hop, blues, grunge et rap. Une nouvelle ère a commencé.

### Nouvel album (depuis 2017)
Au début de 2017, un nouvel album paraîtra en incluant les titres In My Blood et On Your Side. Le clip est diffusé le 16 novembre 2016, et réalisé, écrit et joué par Ruby Rose. Le duo anime les ARIA Music Awards 2016, jouant une performance à mi-nue de In My Blood. The Veronicas jouent au Sydney Gay and Lesbian Mardi Gras le 4 mars.
En 2021 elles participent à la 5e saison de The Celebrity Apprentice (Australie).

## Discographie

### Albums studio
- 2005 : The Secret Life of...
- 2007 : Hook Me Up
- 2014 : The Veronicas
- 2021 : Godzilla
- 2021 : Human
- 2024 : Gothic Summer

### Albums live
- 2006 : Exposed... the Secret Life of The Veronicas
- 2009 : Revenge Is Sweeter Tour

### Compilations
- 2009 : Complete
- 2018 : Untouched

### EP
- 2006 : AOL Sessions Live
- 2006 : Mtv.com Live
- 2006 : Unplugged
- 2009 : Untouched: Lost Tracks

### Singles
- 2005 : 4ever
- 2005 : Everything I’m Not
- 2006 : When It All Falls Apart
- 2006 : Revolution
- 2006 : Leave Me Alone
- 2008 : Hook Me Up
- 2008 : Untouched
- 2009 : This Love
- 2009 : Take Me on the Floor[7]
- 2009 : Popular
- 2012 : Lolita
- 2014 : You Ruin Me
- 2014 : If You Love Someone[8]
- 2015 : Cruel
- 2015 : Chains (avec Tina Arena et Jessica Mauboy)
- 2016 : In My Blood
- 2016 : On Your Side[9]
- 2017 : The Only High
- 2021 : Think Of Me
- 2023 : Perfect
- 2023 : Detox
- 2024 : Here To Dance